# Kurt Komarek
Kurt Ludwig Komarek (* 23. Juni 1926 in Wien; † 18. Mai 2016) war ein österreichischer Chemiker und Rektor der Universität Wien.

## Leben
Komarek arbeitete zunächst von 1950 bis 1953 in der Forschungsabteilung der Treibacher Chemischen Werke in Kärnten, zwischen 1953 und 1966 unterrichtete er an der New York University. 1966 wurde er an die Universität Wien berufen, bis 1994 war er Universitätsprofessor und Vorstand des Instituts für Anorganische Chemie, 1974 und 1975 zusätzlich Dekan der Philosophischen Fakultät und 1977 bis 1979 Rektor der Universität Wien.
Komarek war wirkliches Mitglied der mathematisch-naturwissenschaftlichen Klasse der Österreichischen Akademie der Wissenschaften.
Von 1982 bis 1991 war er Präsident des Fonds zur Förderung der wissenschaftlichen Forschung (FWF).

## Auszeichnungen
- 1981: Erwin Schrödinger-Preis[5]
- 1983: Preis der Stadt Wien für Naturwissenschaften[6]
- 1988: Jakob-Prandtauer-Preis für Wissenschaft und Kunst der Stadt St. Pölten
- 2005: Ehrendoktor der Universität Stuttgart[7]
- 2006: Österreichisches Ehrenkreuz für Wissenschaft und Kunst I. Klasse[8]

## Publikationen
- Korrosion von austenitischen Stählen in flüssigem Natrium. Wien 1983
- Virtualität und Realität : Bild und Wirklichkeit in den Naturwissenschaften. Böhlau Verlag, Wien 1998
- Etwa 120 wissenschaftliche Publikationen